# 阿尔比尼苏瓦雷讷
阿尔比尼苏瓦雷讷（法語：Arbigny-sous-Varennes，法語發音：[aʁbiɲi su vaʁɛn]，意为“瓦雷讷下方的阿尔比尼”）是法国上马恩省的一个市镇，属于朗格勒区。

## 地理
阿尔比尼苏瓦雷讷（47°51'33"N, 5°36'46"E）面积9.84 平方千米，位于法国大東部大區上马恩省，该省份为法国东北部内陆省份，北起马恩省和默兹省，西接奥布省，西南接科多尔省，东南接上索恩省，东临孚日省。
与阿尔比尼苏瓦雷讷接壤的市镇（或旧市镇、城区）包括：上阿芒斯、阿芒斯河畔迈济耶尔、巴西尼地区马西伊、阿芒斯河畔瓦雷讷、昂罗塞、比兹、尚皮尼苏瓦雷讷。
阿尔比尼苏瓦雷讷的时区为UTC+01:00、UTC+02:00（夏令时）。

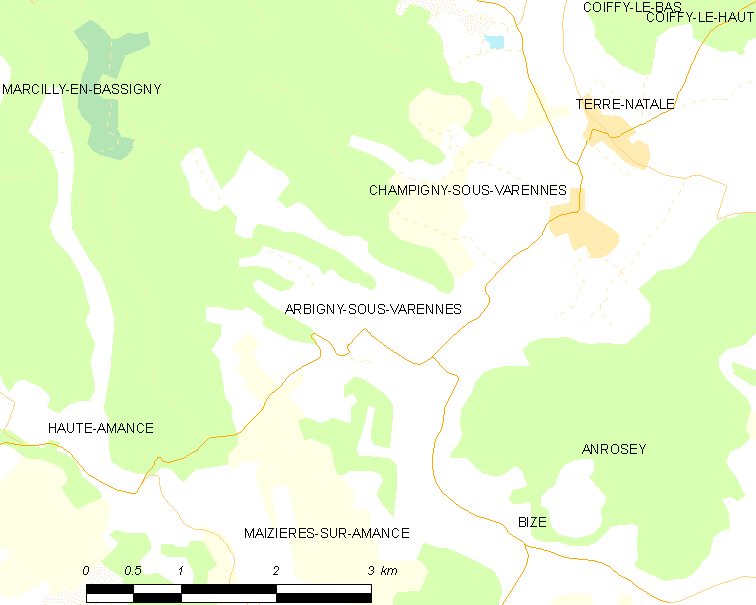
阿尔比尼苏瓦雷讷的OSM定位图

## 行政
阿尔比尼苏瓦雷讷的邮政编码为52500，INSEE市镇编码为52015。

## 政治
阿尔比尼苏瓦雷讷所属的省级选区为沙兰德雷县。

## 人口

1962-2008年间阿尔比尼苏瓦雷讷人口变化图示

阿尔比尼苏瓦雷讷于2022年1月1日时的人口数量为86人。